# Saronno–Como-vasútvonal
A Saronno–Como-vasútvonal egy 24,6 km hosszúságú, normál nyomtávolságú vasútvonal Olaszországban, Saronno és Como között. A vonal 3000 V egyenárammal villamosított, fenntartója az FerrovieNord.

## Forgalom
- RE 7 Milano Cadorna–Saronno–Como Lago megáll Saronno, Lomazzo, Grandate-Breccia, Como Camerlata, Como Borghi és Como Lago állomásokon
- R 17 Milano Cadorna és Saronno–Como között minden állomáson és megállóhelyen megáll